# ماتریس بررسی همزادی
در نظریه کدینگ، ماتریس بررسی همزادی کد بلوکی خطی c، ماتریس مولد کد های دوگان می باشد.بدین لحاظ کلمه کد c در C وجود دارد اگر و تنها اگر ماتریس برداری ضرب HTc=0.

سطر های ماتریس بررسی همزادی(توازن)، بیت های همزادی کلمه کد می باشد.در نتیجه نشان می دهند که چگونه ترکیب خطی بیت خاصی از هر کلمه کد برابر صفر می شود.

برای مثال در ماتریس بررسی همزادی زیر داریم :

{\displaystyle H={\begin{bmatrix}0011\\1100\end{bmatrix}}}

که برای هر کلمه کد جمع رقم اول و دوم و همچنین جمع رقم سوم و چهارم برابر صفر خواهد شد.

## ساخت ماتریس بررسی همزمانی
ماتریس بررسی همزادی را می توان از روی ماتریس مولد ساخت.اگر ماتریس مولد برای کد {\displaystyle [n,k]} دارای فرم استاندارد باشد داریم:

{\displaystyle G={\begin{bmatrix}I_{k}|P\end{bmatrix}}},
و ماتریس بررسی همزادی برابر است با :

{\displaystyle H={\begin{bmatrix}-P^{T}|I_{n-k}\end{bmatrix}}},
زیرا 
{\displaystyle GH^{T}=P-P=0}.
برای مثال اگر ماتریس مولد اینچنین باشد: 
{\displaystyle G={\begin{bmatrix}10|101\\01|110\\\end{bmatrix}}}
برای ماتریس بررسی همزادی خواهیم داشت: 
{\displaystyle H={\begin{bmatrix}11|100\\01|010\\10|001\\\end{bmatrix}}}
برای هر کلمه کد درست {\displaystyle x}داریم : {\displaystyle Hx=0} و برای هر کلمه کد غلط {\displaystyle {\tilde {x}}} داریم :{\displaystyle H{\tilde {x}}=S} که به S سندرم می گویند